# Aldo Ray

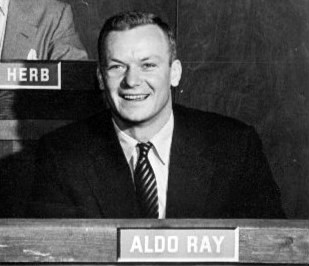
1954 in der Quizshow Twenty Questions

Aldo Ray (eigentlich Aldo Da Re, * 25. September 1926 in Pen Argyl, Pennsylvania; † 27. März 1991 in Martinez, Kalifornien) war ein US-amerikanischer Schauspieler.

## Leben
Aldo Ray wurde als eines von fünf Kindern einer italoamerikanischen Familie geboren. Von 1944 bis 1946 diente Ray bei der US Navy als Kampfschwimmer und nahm 1945 auch an der Schlacht um Okinawa teil. Anschließend studierte er Politikwissenschaften an der University of California, Berkeley. Er wollte anschließend eine Karriere bei der Polizei einschlagen. Doch als Ray seinen Bruder eines Tages zu einem Filmcasting brachte, wurde er vom Regisseur David Miller entdeckt, der sich an Rays ungewöhnlich heiserer Stimme interessiert zeigte. Miller verschaffte ihm eine Nebenrolle als Football-Spieler in seinem Film Saturday's Hero neben Donna Reed und John Derek.
Seine erste Hauptrolle und den großen Durchbruch hatte Ray 1952 in George Cukors Komödie Happy-End … und was kommt dann? gemeinsam mit Judy Holliday als scheidungswilliges Ehepaar. Im selben Jahr spielte er, nochmals unter Cukors Regie, neben Spencer Tracy und Katharine Hepburn einen Boxer in der Komödie Pat und Mike und erhielt für seine Rolle eine Golden-Globe-Nominierung als Bester Nachwuchsdarsteller. Seine größten Erfolge hatte er in den 1950er-Jahren mit seiner Darstellung von raubeinigen, zugleich liebenswerten Kerlen. Er spielte häufig Offiziere aller Art, etwa in Fegefeuer (1953) an der Seite von Rita Hayworth sowie jeweils unter Regie von Raoul Walsh in den Kriegsfilmen Urlaub bis zum Wecken (1955) und Die Nackten und die Toten (1958). An der Seite von Humphrey Bogart und Peter Ustinov war er 1955 als entflohener Sträfling in der Schwarzen Komödie Wir sind keine Engel zu sehen.
Nachdem sein wichtigster Förderer, Columbia-Boss Harry Cohn, 1958 starb, verlängerte Columbia Pictures nicht ihren Vertrag mit Ray. Dieser war ebenfalls unzufrieden mit seinen Rollen, die ihn oft auf die Darstellung von Soldaten begrenzten. Er wandte sich nun mehr dem europäischen Film zu und spielte beispielsweise im englischen Kriminalfilm Bankraub des Jahrhunderts (1959) sowie im italienischen Abenteuerfilm Die drei Musketiere der Meere (1961). In Hollywood war er dagegen kaum noch gefragt, seine bedeutendste Filmrolle während der 1960er-Jahre hatte er wahrscheinlich im Kriegsfilm Die grünen Teufel (1968) von John Wayne. Nachdem sich finanzielle Probleme einstellten, musste er gegen Ende seiner Karriere in zweit- oder drittklassigen Produktionen mitwirken. Hinzu kamen für einige Jahre Alkoholprobleme. 1979 sorgte er für einen kleinen Skandal, als er im Pornofilm Sweet Savage eine Rolle ohne Sexszenen übernahm. Seinen letzten Auftritt hatte er 1991 im B-Movie Shock 'Em Dead neben Traci Lords.
Ray war insgesamt dreimal verheiratet und geschieden: Mit Johanna Ray (1960–1967), Jeff Donnell (1954–1956) und Shirley Green (1947–1953). Aus der Ehe mit Johanna Ray stammt sein Sohn Eric Da Re, der unter anderem in der Serie Twin Peaks auftrat. Im März 1991 starb Aldo Ray im Alter von 64 Jahren an Kehlkopfkrebs.

## Filmografie (Auswahl)
- 1951: Ein Held für zwei Stunden (Saturday’s Hero)
- 1951: Strandräuber in Florida (The Barefoot Mailman)
- 1952: Happy-End … und was kommt dann? (The Marrying Kind)
- 1952: Pat und Mike (Pat and Mike)
- 1953: Diese Frau vergißt man nicht (Let’s Do it Again)
- 1953: Fegefeuer (Miss Sadie Thompson)
- 1955: Für Amerikaner verboten? (Three Stripes in the Sun)
- 1955: Urlaub bis zum Wecken (Battle Cry)
- 1955: Wir sind keine Engel (We’re No Angels)
- 1956: Tag ohne Ende (Men in War)
- 1957: Wenn die Nacht anbricht (Nightfall)
- 1958: Die Nackten und die Toten (The Naked and the Dead)
- 1958: Gottes kleiner Acker (God’s Little Acre)
- 1959: Bankraub des Jahrhunderts (The Day They Robbed the Bank of England)
- 1959: Zur Hölle mit Sydney (The Siege of Pinchgut)
- 1960: Der Schuß aus dem Nichts (Johnny Nobody)
- 1961: Die drei Musketiere der Meere (I moschettieri del mare)
- 1963: Hetzjagd in Ketten (Nightmare in the Sun)
- 1964: Sylvia
- 1964: Bonanza (Fernsehserie, Folge Ein Ehemann auf der Flucht)
- 1966: Immer wenn er Dollars roch (Dead Heat on a Merry-Go-Round)
- 1966: Was hast du denn im Krieg gemacht, Pappi? (What Did You Do in the War, Daddy?)
- 1967: Mordbrenner von Arkansas (Welcome to Hard Times)
- 1967: Nitro (Kill a Dragon)
- 1967: Wir… die Wilden vom Sunset Strip (Riot on Sunset Strip)
- 1968: Die grünen Teufel (The Green Berets)
- 1968: Die sechs Verdächtigen (The Power)
- 1968: Kommandounternehmen Burning Eagle (Comando suicida)
- 1969: Engel ohne Ketten (Angel Unchained)
- 1969: Totes Gleis (Deadlock)
- 1972: Treibjagd (La Course du lièvre à travers les champs)
- 1974: Die Dynamit Brothers (The Dynamite Brothers)
- 1974: Der Rasiermesserkiller (The Centerfold Girls)
- 1975: Ghost Rider (Gone With the West)
- 1975: Inside Out – Ein genialer Bluff (Inside Out)
- 1975: Psychic Killer
- 1975: Sieben allein (Seven Alone)
- 1976: Miami Connection (The Man Who Would not Die)
- 1976: Schrei aus dem Jenseits (Haunted)
- 1976: Won Ton Ton – der Hund, der Hollywood rettete (Won Ton Ton, the Dog Who Saved Hollywood)
- 1978: Am Himmel ist die Hölle los (The Great Skycopter Rescue)
- 1978: Bog
- 1978: Der Einzelkämpfer (Death Dimension)
- 1980: Gehirnwäsche (Human Experiments)
- 1981: Der Fluch des ewigen Lebens (Don’t Go Near the Park)
- 1985: Monster aus der Galaxis (Biohazard)
- 1986: Mongrel
- 1986: Terror in Alcatraz (Terror on Alcatraz)
- 1987: Der Sizilianer (The Sicilian)
- 1987: California Cops (Hollywood Cop)
- 1987: Gefangene im Weltraum (Star Slammer)
- 1987: Hate Man (Pop’s Oasis)
- 1989: Sexy Platoon (The Shooters)
- 1989: Todesambulanz (Crime of Crimes)
- 1991: Der Pakt mit dem Teufel (Shock ’em Dead)